# Товариство письменників і журналістів імені Івана Франка
Товариство письменників і журналістів ім. Івана Франка (ТОПІЖ) — професійна організація, що діяла у Львові у 1925-1939. Об'єднувало близько 60 членів і кандидатів. 
Товариство очолювали: Андрій Чайковський, Василь Стефаник, Василь Щурат, Богдан Лепкий, Роман Купчинський (з 1934).
Відновлене 2020-го року за ініціативи відомого літературного критика, есеїста, доцента Прикарпатського національного університету імені Василя Стефаника Євгена Барана. Діє в Івано-Франківську. Має філіали у Кропивницькому, Одесі, Чернігові. Товариством видаються альманахи: «Хмелліт» (2011), «Серафинці» (з 2016), «Сівач»  (з 2022), «Євшан» (з 2023). Засновані літературні премії: ім. Антона Могильницького (з 2016); ім. Івана Козаченка (з 2016); ім. Павла Добрянського «Чоколядовий капелюх» (2020); ім. Левка Бачинського (з 2023); ім. Леоніда Народового (з 2023), ім. Івана Багряного (2024). За сприяння Програми книгодрукування (обласної і міської) видаються книжкові серії: «Бібліотека Галицька» (вийшли вибрані твори Антона Могильницького, Ольги Дучимінської, Тараса Франка, Михайла Мочульського, Миколи Євшана, Дмитра Макогона та ін.); «Бібліотека галицького гумору "Богородчанський Ціп"» (вийшло 6 випусків).

## Літературна премія
Від 1933 року влаштовувало конкурси і призначало нагороди за найкращі літературні твори року. 

### 1932/1933
За найкращі книжки, що вийшли в 1932-33 році призначило журі, вибране зпоміж членів Укр. Т-ва Укр. Письменників і Журналіствів ім.. І. Франка – книжку С. Гординського: «Барви і лінії» (поезії), Галини Журби: «Зорі світ заповідають» (повість), Богдана Кравціва: «Сонети і строфи» (поезії), С. Левинського: «Схід і Захід», Ж. Процишина: «Молоде покоління» (новелі).

### 1934
1. Улас Самчук за першу частину трилогії «Волинь» «Куди тече та річка?»
2. Юрій Косач за повість «Сонце сходить у Чигирині» та збірку поезій «Черлень»
3. Богдан-Ігор Антонич за збріку «Три перстені»[4]

### 1935
1. (перша премія не присуджувалася)
2. Ірина Вільде за збірку новел "Химерне серце" і повість "Метелики на шпильках"[5]

### 1936
1. Улас Самчук, за другу частину трилогії «Волинь» «Війна і революція»[6]

### 1937
1. Юрій Косач за прозові збірки «Тринадцята Чота», «Клубок Аріядни» та «Чарівна Україна»
2. Ілько Борщак за розвідку «Наполеон і Україна»
3. Наталя Лівицька-Холодна за збірку віршів «Сім літер»[7]

### 1938
1. (перша премія не присуджувалася)
2. Дарія Ярославська за повість "Полин під ногами".[8]
3. Іван Колос за збірку поезій "Молоді мої дні".[8]